# Индом (Минская область)
Индом (бел. Iндом) — посёлок в Червенском сельсовете Червенского района Минской области Белоруссии.

## География
Располагается в 6 километрах к юго-востоку от райцентра, в 71 километре от Минска, на автодороге Червень—Якшицы.

## История
Населённый пункт существовал как фольварок, затем хутор Дубровка в составе Игуменского уезда Минской губернии.
В 1936 году на территорию хутора был перебазирован основанный в 1926 году в Червене дом инвалидов, его население составило 170 человек, в основном, престарелые и люди с физическими недостатками. Во время Великой Отечественной войны в 1944 году дом инвалидов был частично разрушен, однако уже к концу этого года, в скорости после освобождения БССР, был окончательно восстановлен. В 1954 году учреждение было перепрофилировано в дом инвалидов для психоневрологических больных. В 1967 году переименован в дом-интернат для психоневрологических больных, на тот момент его население составляло 200 человек. В 1968 году населённый пункт был электрифицирован, в прачечной появились стиральные машины и центрифуги, были модернизированы пищеблок и медпункт. На 1975 год население дома-интерната возросло до 510 человек, были построены трёхэтажное жилое здание, котельная, гараж, ряд хозяйственных помещений.
В 2001 году организация переименована в Государственное учреждение «Червенский психоневрологический дом-интернат». В 2007 году открыты швейная и художественная столярная реабилитационно-трудовые мастерские, отремонтирован актовый зал. В 2013 году в посёлке была построена церковь. В 2018 году на территории дома-интерната построили летний амфитеатр, проведён капитальный ремонт. В 2019 году в населённом пункте появился птичник, где живут в том числе павлины и фазаны. В ноябре того же года создан плодовый сад из яблонь, груш и слив, по его периметру высажены также ягодные кустарники. Всего в саду насчитывается 1318 деревьев.

## Население
- 1936 — 170 жителей.
- 1968 — 200 жителей.
- 1975 — 510 жителей[3].